# Manex Goihenetxe
Manex Goihenetxe Etxamendi (Ezterenzubi, Baixa Navarra, 22 de setembre de 1942 - coll de Biscau, Bearn, 2 de març de 2004) fou un historiador i activista cultural basc.

## Biografia
Nascut en una família de grangers, es va traslladar a Bretanya per estudiar. Després de fer esatudis secundaris al Liceu Francès de Roazhon el 1963, va ser ordenat frare a la congregació de Ploërmel el 1967. El 1969, es va graduar en història a la Universitat de Tolosa, i va començar a treballar com a professor. Goyhenetche també va aconseguir la certificació de mestres (DEA) a Pau el 1981. Va obtenir el seu doctorat el 1984. Com a professor, va treballar a Auloron, Lorda, Sant Joan Lohitzune i Kastellin (Bretanya).
Fou escriptor de l'associació "Ikas" de 1972 a 1983. Va assumir càrrecs directius a la Udako Euskal Unibertsitatea de 1977 a 1979. El 27 de juliol de 1975 fou nomenat acadèmic associat de l'Euskaltzaindia i soci d'Eusko Ikaskuntza. Fou el primer treballador en nòmina com a professor de la xarxa escolar basca Seaska (1977-1981), i va assumir altres responsabilitats a Kanbo, Baiona, i Ziburu (1981-2003). També va ser professor de les Universitats de Pau i Baiona.
Podia parlar set idiomes, és a dir, basc, francès, llatí, anglès, castellà, gascó occità i aragonès. Gràcies al seu domini d'idiomes, va dur a terme una àmplia investigació sobre el País Basc.
Va mostrar un compromís especial per la cultura basca i la política abertzale. La primera vegada que es va involucrar en política va ser durant el procés de Burgos (1970). Va ser fundador dels partits polítics Enbata i EHAS.
Manex es va registrar al cens d'Anglet (Lapurdi) durant molts anys i també va ser el candidat nacionalista basc pel Cantó d'Anglet-Sud a les eleccions cantonals franceses de 1998. Va dedicar un dels seus llibres a aquesta localitat de Lapurdi.
El 2 de maig de 2004 va patir un accident fatal a Biscaü, una muntanya de Bearn, on va morir juntament amb la seva aprella Anne-Marie Pargade. Les seves cendres foren escampades a Errozate, vora la seva vila natal d'Ezterenzubi.

## Obres
Ha escrit nombroses històries sonre el País Basc en francès i basc. En aquest camp és considerat un dels escriptors més importants, sobretot amb l'obra de referència Histoire générale du Pays Basque, la primera escrita des del punt de vista basc.
- Histoire de la Colonisation Française au Pays basque.
- Livre Blanc de la langue et culture basques. (1974)
- Les origines du problème basque. (1975)
- Pays Basque Nord: un peuple colonisé. (1979)
- L´oppression culturelle française au Pays Basque. (1981)
- Uztaritze au milieu du XIIe siecle. (1981)
- Les origines sociales et historiques d'Eskualzaleen Biltzarra (1893-1913). (1984)
- For et coutumes de Basse-Navarre. (1985)
- Bayonne: Guide Historique. (1986)
- Lapurdi Historian (Elkar, 1987, Donostia). Liburuen artean euskaraz dagoen bakarra.
- Les Basques et leur histoire. Mythes et réalités. (1993)
- Histoire d'Anglet. (1997)
- Histoire générale du Pays Basque I. (1998)
- Histoire générale du Pays Basque II. (1999)
- Histoire générale du Pays Basque III. (2001)
- Histoire générale du Pays Basque IV. (2002)

D'altra banda ha escrit una llarga revisió i una part important d'un projecte de recerca (20 més o menys). A la comunitat científica basca Inguma (base de dades), hi ha 36 paraules escrites per ell.